# Зобор (гора)

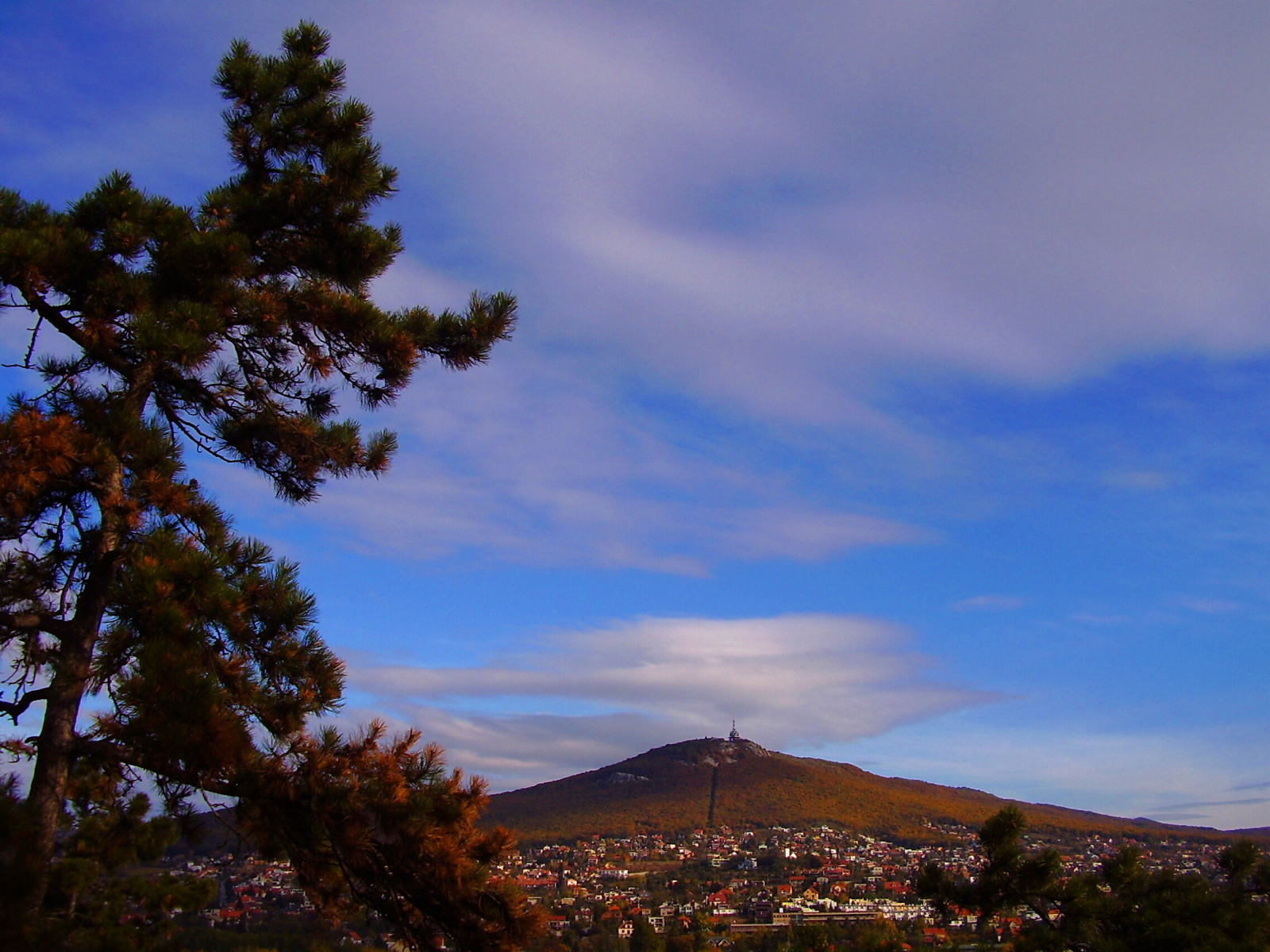
Зобор

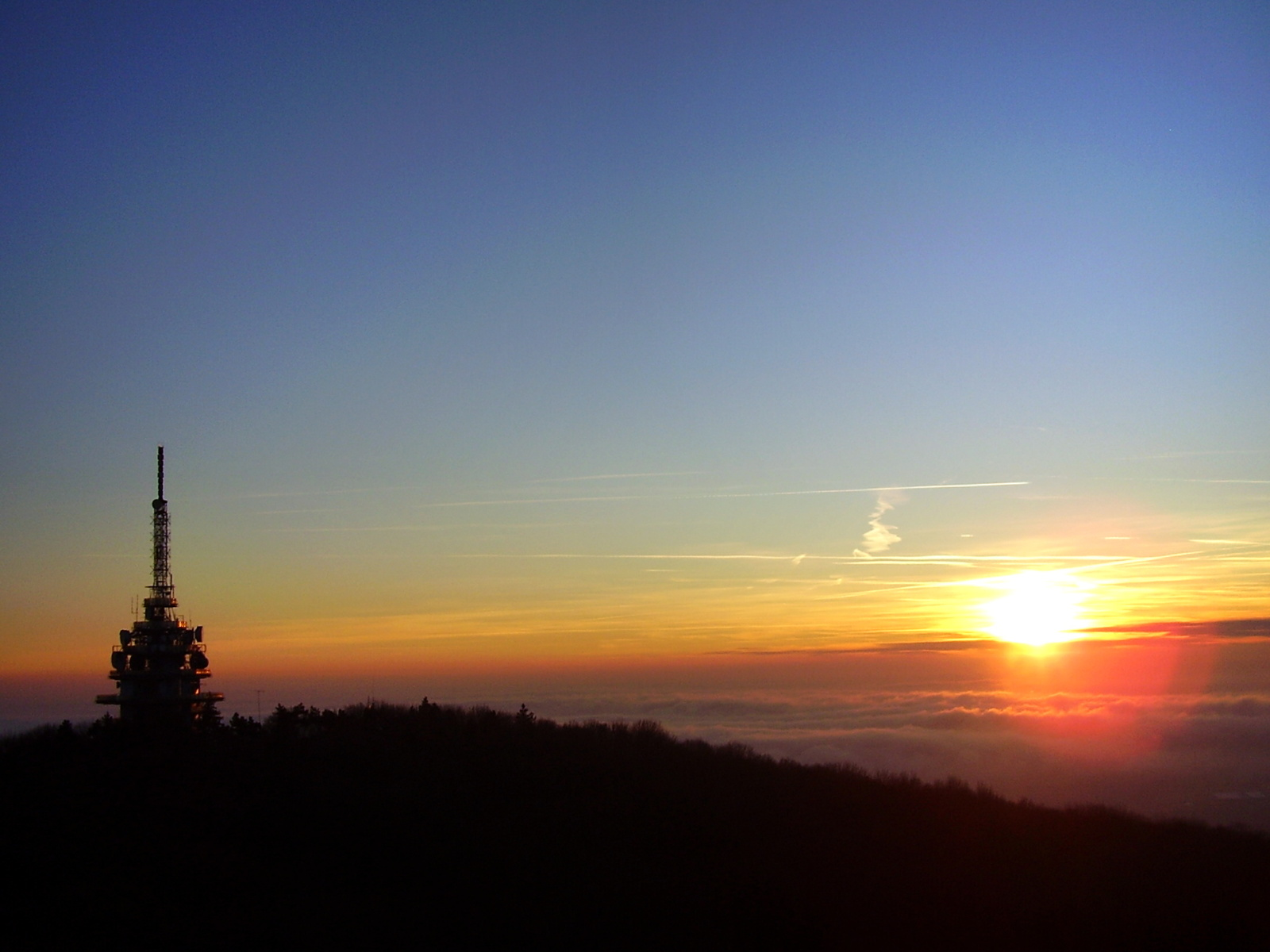
Схід сонця на Зоборi

Зобор  — гора у місті Нітра в південній частині в геоморфологічній частині хребта Трібеч.

## Характеристика
Це гора в групі хребта Трібеч над Подунайським надгірьям і містом Нітра, висота 586,9. Кінчик створює заповідник Зоборський лісостеп, з виноградниками на схилах. Це добра панорама. З 1994 року функціює канатна дорога до Нітри яка зараз небезпечна. 
На вершині був доісторичний город, в 9-му столітті, швидше за все був використаний як фортеця слов'ян. Північний захід від саміту на початку 11-го століття прийшли бенедиктинці, перший опис цього датується з 1111 року. Тут була найстарша школа у Словаччині. Монастир відноситься до 9-го століття. Тоді в цьому місці з'явився монастир. На півдні було слов'янське місто, восьмого сторіччя. Поряд міста на Зобора і наступних селищах в 9-му столітті була основою появи Великої Моравської Нітри.

## Як дістатися?
- по червоному туристичному знаку Нітра (167 м.).
- по червоному туристичному знаку муніципального Жірані (251 м.).
- по зеленому туристичному знаку передмістья Нітра- Дражовце.